# Arnaud Courlet de Vregille
Arnaud Courlet de Vregille (Bourges, 5 marzo 1958) è un pittore francese.

## Biografia
Nato in una famiglia di pittore imparentata con Otto van Veen (maestro di Rubens), Arnaud Courlet de Vregille iniziò a disegnare già da piccolo e successivamente ha intrapreso una carriera come pittore: quadri, affreschi, decorazioni teatrali. Nel 1993, il suo talento come pittore fu rivelato grazie all’assegnazione di un premio dall’Institut Supérieur de Paris per la sua opera Laisse-moi. Quest’ultima fu acquistata dal ministero francese come decorazione per la Cité Administrative de Bobigny.
Il pittore vive a Besançon (Doubs) dove continua la sua carriera artistica.

## Stile

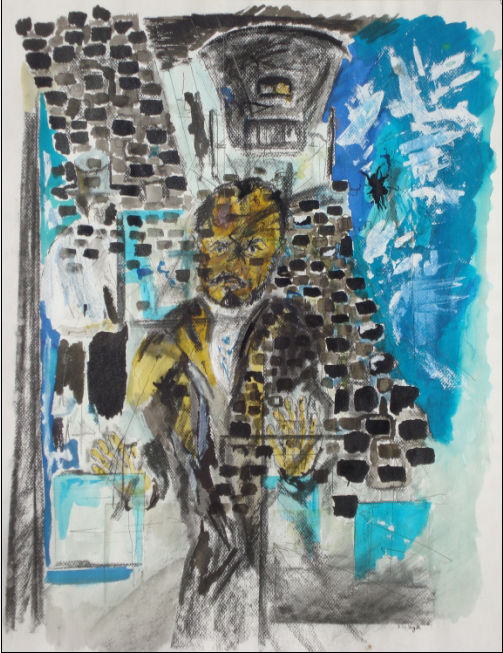
Nerval (1995, Encre et acrylique, 60 x 40 cm)

La Who's Who Art considera la sua arte come una “astrazione lirica”, “futurismo”, “pittura spontanea”. Nel 2004, la Encyclopédie des Arts en Franche-Comté lo ha menzionato come riferimento in uno dei suoi articoli:
"Un pittore che non appartiene ad alcuna categoria fissa, esplora gli abissi dell’arte astratta per portare in superficie il meno figurativo. La sua opera, che sembra emergere da un tipo di pelle colorata, esprime tutto il calore di una realtà torturata. Come ha detto l’artista, dipinge i suoi quadri sia impulsivamente sia dopo una fase di amalgama e considerazione che sono frutto di un lungo periodo di preparazione interiore. Alcuni dei suoi lavori portano il segno di un circolo della solitudine, solitamente parzialmente nascosto, che si spezza evocando il momento in cui la realtà diventa fragile e scricchiola, lasciando spazio all’invisibile ma anche facendo luce sulla sua un’energica realtà. L’emozione che pervade il suo dipinto sembra nascere dal suo movimento, violenza e luce."
In occasione del bicentenario dell’esposizione di Claude-Nicolas Ledoux (rinomato architetto francese del diciottesimo secolo) alle Saline Reali di Arc-et-Senans (sito considerato come Patrimonio dell’Umanità dall’UNESCO), il catalogo Le Deuxième regard ha scritto:
"Il dipinto di Courlet de Vregille è entrato in una relazione quasi naturale con l’ispirazione di Ledoux; infatti entrambi esplorano quei sentieri ai quali Bachelard si è riferito come “immaginazione materializzata, quel posto spirituale dove tutte le forme d’arte convergono e si incontrano."
"Seguendo un trend molto contemporaneo, un’espressione del punto di vista di un’arte riguardo un'altra, è riassunto qui in un’indipendente visione della meraviglia di una nuova scoperta”, un ritratto dei Fratelli Lumière : Lumière ou Projection privée (Luce o Proiezione privata), è esposto nell'Eden Théâtre de La Ciotat. L'Eden Théâtre, etichetta ereditaria del ventesimo secolo, fu ristrutturato nel 2013 nel contesto di Marseille-Provence 2013, capitale europea della cultura.

## Mostre
- Exposition décoration Cité Administrative de Bobigny (Paris, 1993)
- Galerie Barthélémy (Besançon, 1993)
- Salon Victor Chocquet, Ministry of Finances (Paris, 1995, 1996, 1997, 1998, 1999, 2000, 2001, 2007)
- Exposition pour le bicentenaire du Cadastre, école nationale du Cadastre (Toulouse, 2007)
- Galerie Everarts (Paris, 2001)
- Salon de Peinture et Sculpture des Armées Nord-est (Douai, 2002)
- Salon National de Peinture et Sculpture des Armées (Château de Vincennes, 2002)
- Château de Syam (Syam, 2005)
- Exposition DésertArt’ique (Besançon, 2006)
- Exposition pour le bicentenaire de Claude Nicolas Ledoux (Besançon, Conseil Général, 2006)
- Salines royales d'Arc-et-Senans, (Arc-et-Senans 2006)
- Festival de Peinture et de Sculpture de Belfort (Belfort, 2007, 2008)
- Exposition pour le bicentenaire du Cadastre, Ecole nationale du Cadastre (Toulouse, 2007)

## Giuria dell’esposizione di Parigi
- Laurence Cavy, Christie’s

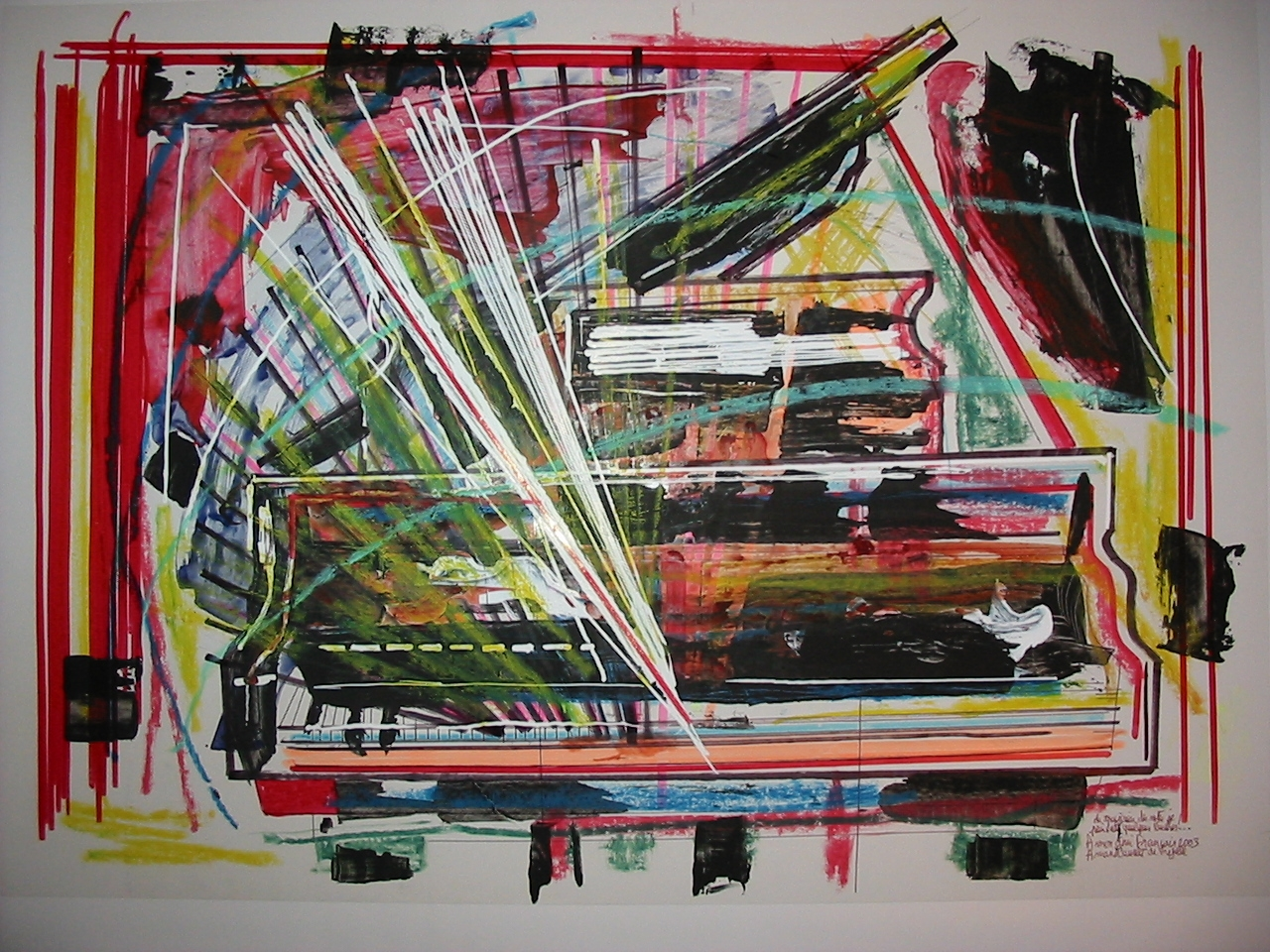
Du Magicien des notes je peindrai quelques touches (2003, Acrylique et pastel, 60 x 40 cm)

- Françoise de Perthuis, Gazette Drouot
- Claude Maruno, Expert of 19e and contemporary art
- Edmond Laznikas, Critic
- Georges Véaud, President of the Société Historique et Archéologique, Paris (XIV)
- Jean-Paul Welzer, Expert of contemporary painting

## Esposizione dell’asta di Parigi
- Pierre Cornette de Saint-Cyr
- Guy Loudemer
- Maître Pillon
- Maître Machoïr

## Esposizioni
- Hôtel de Paris (Besançon, 1994)

Pierre Teilhard de Chardin (1975, Encre de chine et crayon, 21 x 29,7 cm)

- Citadelle de Besançon (Besançon, 1996)
- Avenue George V (Paris, 1998, 1999)
- Galerie Vauban (Dijon, 1999)
- Atelier Pierre Beuchey (Besançon, 2000)
- Relais culturel des Saintes-Maries-de-la-Mer (2001)
- Galerie Everarts (Paris, 2001)
- Pianos Jean Michel Maître (Besançon, 2008)
- Journée du Patrimoine (Dampierre-sur-Salon, Maison Couyba, 2012)
- Salon du livre (Dampierre-sur-Salon, 2009, 2012, with musical accompaniment of Hasan Bakalli, violinist for the Orchestre de Besançon Franche-Comté, Pays de Montbéliard)
- Rectorat Académie de Besançon (Besançon, 2012)

## Premi e riconoscimenti
- 1er Prix Institut Supérieur des Arts de Paris (Paris, 1993, Laisse-moi)
- Mention spéciale, Salon Victor Chocquet (Paris, 1995, Archi)
- Nomination, Salon Victor Chocquet (Paris, 1996, Une heure dans la nuit)
- Mention spéciale, Salon Victor Chocquet (Paris, 1998, Quand le Scarabée d’Or)
- Nomination, Salon Victor Chocquet (Paris, 2000, Soliman le magnifique)
- Prix Argenson, Galerie Everarts (Paris, 2001, Quand le Scarabée d’Or)
- Prix de Poésie, Salon Victor Chocquet (Paris, 2007, «Ecris pour moi»)

## Risorse

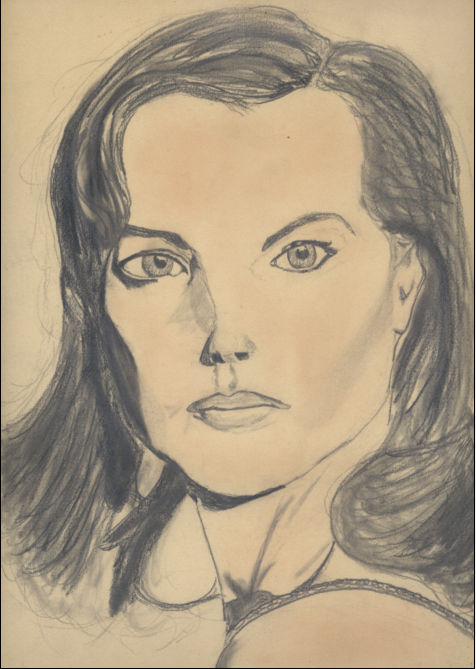
Romy Schneider (1975, Crayon, 21 x 29,7 cm)

### Cataloghi ed esibizioni
- "Art concours 1993"
- Salon Victor Chocquet, Ministère des Finances (Paris, 1995, 1996, 1997, 1998, 1999, 2000, 2001, 2007)
- Galeries Everarts (2001)
- Festival de Peinture et de Sculpture de Belfort (Belfort, 2007, 2008)
- Association AC'Bizard (Dampierre-sur-Salon (70), Maison Couyba, 2009, 2012)

### Stampa regionale
- L'Est Républicain (1993, 1994, 1996, 1998, 1999, 2002, 2007, 2012)
- La Provence (2001, 2005)
- Arts Sports Voyages (1995, 1996, 1997, 1998, 1999, 2000, 2001, 2007)

### Televisione francese
- "Les artistes rencontrent leur public à l'atelier" (September 2000)
- "La résidence d'artistes" (September 2002)
- "Le deuxième regard" (October 2006)

### Trasmissioni radio
- Radio Shalom (February 2016; October 2014)
- RCF Radio (October 2014; September 2012)

### Altri
- Couleurs 2016, with six reproductions, Pirey, éd. Néo-Print 25 Pirey, 2015 [50 copie numerate].